# Кітси
Кітси (ест. Kitsõ), також Кітсе, Кітсекюла, Козляєво — село в Естонії, входить до складу волості Меремяе, повіту Вирумаа.